# Championnat du Congo de football 2022-2023
Navigation
Saison précédente Saison suivante
La saison 2022-2023 du Championnat du Congo de football est la 58e édition de la première division congolaise, la Ligue 1. Les quatorze équipes sont regroupées au sein d'une poule unique, où chaque équipe affronte tous les adversaires de sa poule deux fois, à domicile et à l'extérieur.
L'AS Otohô d'Oyo défend son titre et après cinq championnats gagnés de suite.

## Qualifications continentales
Le premier du classement final se qualifie pour la Ligue des champions de la CAF 2023-2024 tandis que le vainqueur de la Coupe du Congo 2023 obtient un billet pour la Coupe de la confédération 2023-2024.

## Les clubs participants
- AC Léopards
- Diables noirs de Brazzaville
- Inter Club
- Étoile du Congo
- CARA Brazzaville
- FC Kondzo
- JS Talangaï
- FC Nathaly's
- AS Cheminots
- Patronage Sainte-Anne
- AS Jeunesse Unie de Kintélé - promu de D2
- Vita Club Mokanda
- AS Otohô
- Bana Nouvelle Génération

## Compétition

### Classement
Le barème utilisé pour établir le classement est le suivant :
- Victoire : 3 points
- Match nul : 1 point
- Défaite, forfait ou abandon : 0 point

| Rang | Équipe                        | Pts | J  | G  | N  | P  | Bp | Bc | Diff |
| ---- | ----------------------------- | --- | -- | -- | -- | -- | -- | -- | ---- |
| 1    | AS OtohôT                     | 61  | 26 | 19 | 4  | 3  | 42 | 14 | +28  |
| 2    | Diables Noirs                 | 52  | 26 | 14 | 10 | 2  | 48 | 22 | +26  |
| 3    | Étoile du Congo               | 45  | 26 | 13 | 6  | 7  | 30 | 17 | +13  |
| 4    | Inter Club                    | 42  | 26 | 12 | 6  | 8  | 26 | 18 | +8   |
| 5    | AC Léopards                   | 42  | 26 | 11 | 9  | 6  | 31 | 21 | +10  |
| 6    | FC Kondzo                     | 40  | 26 | 11 | 7  | 8  | 27 | 20 | +7   |
| 7    | JS Talangaï                   | 38  | 26 | 11 | 5  | 10 | 26 | 29 | -3   |
| 8    | Bana Nouvelle Génération      | 31  | 26 | 7  | 10 | 9  | 23 | 27 | -4   |
| 9    | Vita Club Mokanda             | 29  | 26 | 7  | 8  | 11 | 17 | 25 | -8   |
| 10   | CARA Brazzaville              | 26  | 26 | 6  | 8  | 12 | 24 | 35 | -11  |
| 11   | FC Nathaly's                  | 25  | 26 | 6  | 7  | 13 | 13 | 27 | -14  |
| 12   | AS Jeunesse Unie de Kintélé P | 24  | 26 | 7  | 3  | 16 | 16 | 32 | -16  |
| 13   | AS Cheminots                  | 24  | 26 | 6  | 6  | 14 | 21 | 34 | -13  |
| 14   | Patronage Sainte-Anne         | 20  | 26 | 5  | 5  | 16 | 19 | 42 | -23  |

|  | Qualifié pour la Ligue des champions de la CAF 2023-2024                              |
|  | Qualifié pour la Coupe de la confédération 2023-2024                                  |
|  | Relégation directe en deuxième division                                               |
|  | T : Tenant du titre C : Vainqueur de la Coupe du Congo P : Promu de deuxième division |

## Bilan de la saison
| Championnat du Congo de football 2022-2023 |                       |
| Champion                                   | AS Otohô (6e titre)   |
| Qualifications continentales               |                       |
| Ligue des champions de la CAF 2023-2024    | AS Otohô              |
| Coupe de la confédération 2023-2024        | Diables Noirs         |
| Promotions et relégations                  |                       |
| Promus en Ligue 1                          |                       |
| Relégués en Ligue 2                        | Patronage Sainte-Anne |